# Martin Desjardins

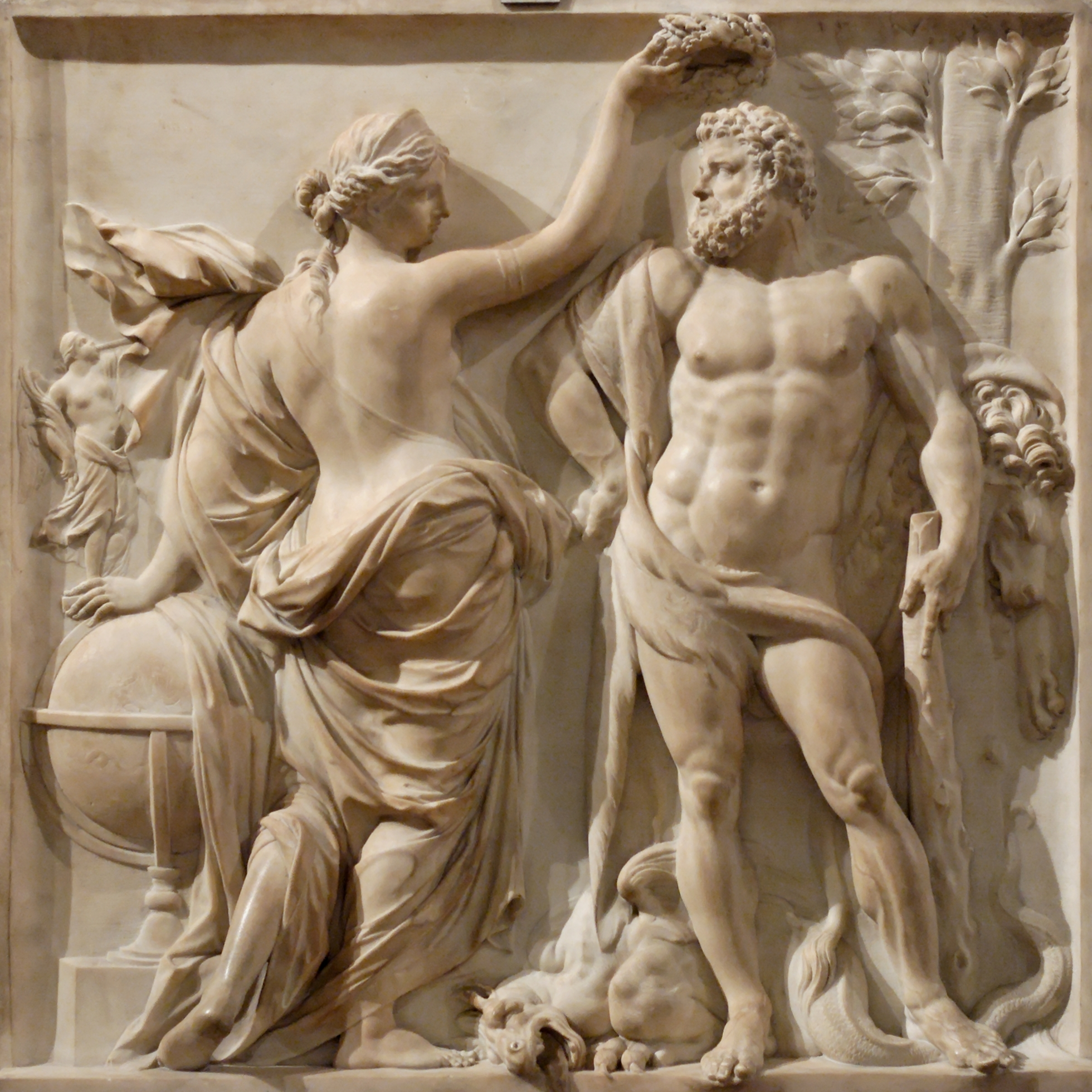
Hércules coronado por la Gloria, 1671, pieza realizada para la admisión a la Academia Real.

Martin Desjardins, con el nombre de nacimiento Martin van den Bogaert (Breda, 1637 - París, 2 de mayo de 1694), fue un escultor francés de origen neerlandés. 

## Biografía
Recibió su formación artística en Amberes y a los veinte años se estableció en Francia donde se casó y adoptó el nombre en francés «Desjardins». Dirigió su carrera como escultor, principalmente en Francia. Su primera obra notable se realizó por orden real en el Palacio de Versalles, con una escultura Diana cazadora, inspirada en obras de la antigüedad, en 1680, de esta obras se realizaron numerosas copias.
Es el autor de la estatua de Luis XIV de la Plaza de las Victorias, en París, que fue fundida durante la Revolución Francesa y las estatuas de las cuatro naciones «Cautivas» que representaban las naciones vencidas en la Paz de Nimega: España, el Imperio, Brandeburgo y Países Bajos, de bronce dorado que decoraban la base del monumento se encuentran en el Museo del Louvre. Una copia de la estatua de mármol de Luis XIV está visible en la Orangerie de Versalles.
También es el autor de una escultura ecuestre de Luis XIV, instalada en 1713 en la Place Bellecour en Lyon. También fue destruida por los revolucionarios. Sólo un modelo reducido ejecutado por un alumno se encuentra en el Louvre. En su base, se encuentran los bajorrelieves que representan el Ródano y el Saona, son los originales que se salvaron de la destrucción y actualmente se conservan en el Ayuntamiento de Lyon.
Amigo del pintor Pierre Mignard, esculpió su retrato en mármol.